# Pontificia commissione referente di studio e di indirizzo sull’organizzazione della struttura economico-amministrativa
Die COSEA (italienisch Pontificia commissione referente di studio e di indirizzo sull’organizzazione della struttura economico-amministrativa) war eine Kommission des Vatikans, die am 18. Juli 2013 von Papst Franziskus eingesetzt wurde.
Die Kommission erarbeitete für den Papst Vorschläge für ökonomische und administrative Strukturreformen der Kurie und der vatikanischen Verwaltung. Sie wurde am 22. Mai 2014 nach Abschluss ihres Auftrags aufgelöst.
Veröffentlichte Dokumente dieser Kommission führten 2015 zum Skandal Vatileaks 2.0 und zur Verhaftung und Verurteilung der beiden früheren Mitglieder Lucio Ángel Vallejo Balda und Francesca Immacolata Chaouqui durch die Justiz des Vatikans.